# Písečné (okres Jindřichův Hradec)
Písečné, někdy též Písečné nad Dyjí (německy Piesling) je obec v okrese Jindřichův Hradec v Jihočeském kraji. Leží v údolí řeky Moravské Dyje v nadmořské výšce 443 metrů nad mořem v těsné blízkosti státní hranice s Rakouskem. V obci, ke které patří také vesnice Chvaletín, Marketa, Modletice, Nové Sady, Slavětín a Václavov, v ní žije 488 obyvatel.

## Historie
První písemná zmínka o obci pochází z roku 1366, kdy Heřman z Hradce prodal Telč, Písečné se dvorem, jedním mlýnem a lesy Oldřichu ze Želetavy, od kterého pak Písečné odkoupil Záviš z Písečného. Po jeho smrti připadla ves pod správu moravského markraběte Jana Jindřicha. V době válek mezi markrabaty Joštem a Prokopem získal Písečné s Dešnou olomoucký biskup Jan a v roce 1400 jeho bratr Mikuláš.
Na počátku 15. století se stala ves opět zemským majetkem. Král Zikmund ji jako léno propůjčil Petrovi Krokvicarovi z Nové Vsi, ale část vsi nadále zůstala církevním majetkem. Za zásluhy a škody utrpěné v boji proti husitům propustil v roce 1434 markrabě Albrecht Petru Krokvicarovi Písečné z léna. Majetek zdědil Mikuláš Krokvicar (r. 1493), kterému Vladislav Jagellonský propuštění z léna potvrdil. Po Mikulášovi držel Písečné Volf Krokvicar a po něm Hanuš Ludvík Krokvicar, kterému v roce 1601 zapsal Johann Kořenský z Terešova Slavětín s tvrzí, dvorem, pustou vsí Krokwitz a jedním ovčínem.
Hanuš panství Písečné a Slavětín prodal Krištofu Blektovi z Útěchovic. Vzhledem k tomu, že Krištof Blekta celou kupní cenu za panství nedoplatil, odkoupil pak pobělohorský konfiskát majitele Hanuše Ludvíka roku 1626 Hannibal ze Schaumburku. Jeho bratři zděděné panství, které sestávalo ze vsi Písečné a Slavětína s tvrzí, ovčína Krokwitz, dvou mlýnů na Dyji, vsi Nové Sady a patronátu, zpustlého dvora Krokwitz a čtyř poddaných v Bělčovicích v roce 1636 prodali Euchariovi Horstovi z Beranova. Po něm majetek zdědila jeho manželka Marie Kateřina (rozená von Freiberg, potřetí provdaná von Motschlitz).
V roce 1693 prodal její manžel Jiří Vilém z Moschlitz Písečné a Slavětín majiteli uherčického panství Donatu Heislerovi z Heitersheimu, který Uherčice, Písečné a Slavětín odkázal svému nezletilému synovi Františku Josefovi. Ten zděděný majetek v roce 1731 prodal svobodnému pánu Antonu von Hartig a jeho syn Anton Kazimír v roce 1764 Johannu Heinrichovi von Nimptsch. V roce 1769 připojil hrabě Thomas Viciguerra Collalto uherčické panství k rodinnému fideikomisnímu majetku v Brtnici, Černé a Rudolci.
Od 19. století bylo Písečné součástí politického okresu Dačice a společně s ostatními německými obcemi jihozápadní Moravy soudního okresu Slavonice. Po odstoupení pohraničního území v roce 1938 až do osvobození v roce 1945 spadala obec Písečné pod Třetí říši, župu Dolní Podunají v okrese Waidhofen an der Thaya.

### Školství

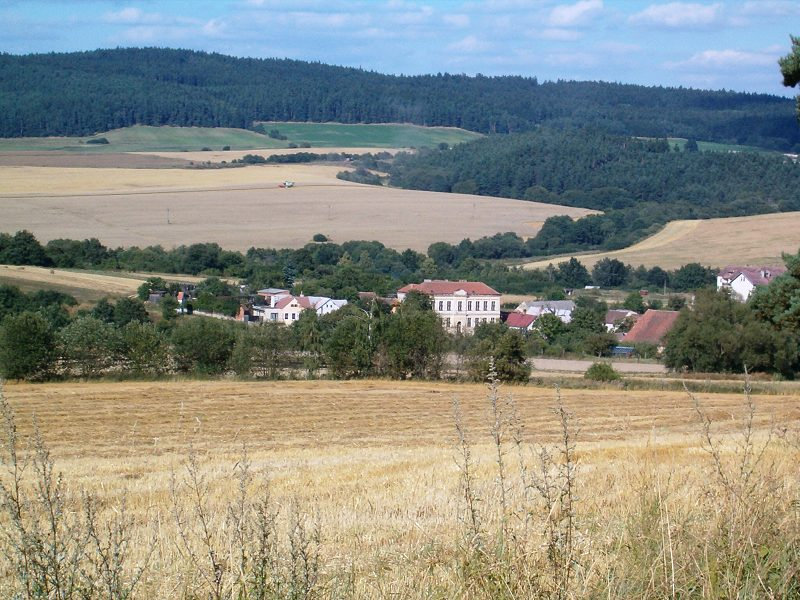
Pohled na obec Písečné s dominantní budovou bývalé školy

Písečné spadalo spolu s obcemi Nové Hobzí, Markéta, Modletice, Václavov, Bělčice a Chvalkovice pod farnost Nové Sady. Jednoposchoďová budova fary v Nových Sadech pocházela z roku 1776. První zmínka o farní škole v Nových Sadech, jejíž předchozí dřevěná budova stála na školním kopci, pochází z roku 1650. V roce 1702 došlo za bouře k jejímu zničení a následně se vyučovalo po domech (čp. 21 a čp. 24). V roce 1843 byla v Nových Sadech otevřena nová školní budova s výukou v německém jazyce.
V Písečném byla v letech 1782-1902 v provozu jednotřídní židovská škola s vlastním učitelem (školní řídící Ignaz Bauer). Po jejím zrušení v roce 1902 a výstavbě jednoposchoďové budovy zde byla otevřena dvoutřídní německá obecná škola, kterou navštěvovaly děti z Písečné, Modletic a Nového Hobzí, od roku 1919 také německé děti z Nových Sadů a Markety.
Po vzniku Československé republiky byla německá škola v Nových Sadech zrušena a následně v této budově zřízena česká menšinová škola, kterou navštěvovaly také české děti z Písečné. Po odsunu německého obyvatelstva v roce 1945 sloužila školní budova dětem nových českých osídlenců. V roce 1980 byla škola pro malý počet žáků zrušena a žactvo přiškoleno do Slavonic.

### Živnosti
V roce 1887 se v obci Písečné s 587 obyvateli nacházely živnosti:
- Obvodní lékař: Bix Hermann
- Vinopalna s obchodem: Färber Michael
- Mlynáři: Hermann Landsmann — Anton Pfandler
- Obchod s konmi a obilím: Salzer Josef
- Výčep: Bauer Franz — Färber Adolf
- Výčep a obchod s drobnými domácími zvířaty: Androsch Johann
- Výčep a obchod s divočinou: Morawetz Johann
- Výroba šňůr a prýmků: Bauer Albert — Kaufmann Julius & Lazar
- Obchod se zbožím: Färber Joachim
- Obchod se zbožím, hostinec a výroba pálenky: Oesterreicher Leopold[10]

V roce 1894 se v tržním městečku Písečném s 850 obyvateli vedle poštovního úřadu nacházely Spořitelna s úvěrovým fondem (Spar- und Darlehenskassa) a Spořitelní a úvěrový spolek pro Písečné a okolí, výroba ozdobných stuh, střapců, volánků, krajek, šňůr a prýmků firmy Gebrüder Kaufmann (Bratrů Kaufmannových) a panský dvůr hraběte Collalta s lihovarem. Dále zde byly evidovány živnosti:
- Hostinští Franz Barak, Artur Beckmann a Adolf Neumann
- Lékař Dr. Ludwig Schön
- Pekaři Johann Hock a Heinrich Schwarz
- Prodejci smíšeného zboží Michael Färber, Leopold Oesterreicher, Josef Salzer a Heinrich Schwarz
- Řezníci hostinský Franz Barak, hostinský Artur Beckmann (též prodej divočiny) a řezník Franz Wilimek
- Sklenář Alois Guttmann
- Hrnčíř Johann Füssel
- Truhláři Ludwig Helm a Rudolf Pantalitschka
- Hodinář Johann Langenfelder
- Kolař Johann Endl
- Tesař Johann Böhm
- Zasilatelství medu Anton Tom
- Mlynáři (s pilou) Franz Hladowetz a Anton Pfandler
- Zámečník Franz Burian
- Kováři Franz Bauer a Franz Fiala
- Krejčí Franz Hartmann a Franz Pollak
- Obuvníci Karl Dolmann, Franz Janoschek, Karl Kugler a Johann Neubauer[11]

V roce 1914 zřídil mlynář Antonín Pfandler vodní elektrárnu (jako vedlejší provoz při mlýně a pile), elektřinu dodával do obcí Písečné a Nové Sady.
V roce 1925 se v Písečném nacházel panský zámek hraběte Collalta se dvory Písečné 128 hektarů a Krokovice 106 hektarů, správa velkostatku a panský lihovar, textilní továrna bratrů Kaufmannových, mlýn s pilou a elektrárnou Antona Pfandlera, dále úřady jako četnická stanice, finanční pohraniční stráž, poštovní úřad a ordinace obvodního lékaře.

### Spolky
- Spar- und Darlehenskassen - Verein für Piesling und Umgebung / Spořitelní a záloženský spolek pro Písečné a okolí (založeno 16. prosince 1908)[14]
- Freiwilliger Feuerwehr
- Pieslinger Männer-Gesangverein
- Bund der Deutschen Südmährens
- židovský podpůrný spolek „Israelitischer Armen- und Kranken-Unterstützungs-Verein”
- židovský pohřební spolek „Unterstützungs- und Leichen-Verein Chevrah-Kadischah”

### Pozemková reforma
Velkostatek hraběte Collalta v Písečném a Slavětíně sestával v roce 1921 ze tří dvorů v Písečném, Slavětíně a Krokvicích, dvou lesních revírů, pily a lihovaru s 639 hektarů půdy (z toho 335 hektarů zemědělské půdy). Dvory Slavětín a Krokvice převzal Státní pozemkový úřad a následně je generální ředitelství Státních lesů a statků nabídlo do pachtu. Zbytkový dvůr ve Slavětíně (90 hektarů) měl nejprve v pronájmu předseda slavětínské Národní jednoty, který jej nakonec od státu odkoupil. V Písečném Státní pozemkový úřad zabral pro drobný příděl čtrnáct hektarů orné půdy a jeden hektar luk, následně je pak odprodal devíti českým zájemcům do vlastnictví. V roce 1926 nebyla ještě pozemková reforma na velkostatku ukončena. Během pozemkové reformy bylo 53 ha rozparcelováno, zbytkovým statkům předáno 201 ha a zestátněno 284 ha. Dvůr v Písečném Státní pozemkový úřad rozdělil na dva zbytkové statky: 1. prodal Оskaru Schillerovi (95 ha), bývalému hospodářskému úředníkovi na velkostatku v Písečném; 2. Сyrillovi Mikovi (psáno též Mickovi, 92 ha), kterému v roce 1930 přidělil i panský mlýn s pilou (tzv. Rothmühle/Červený mlýn), jež do té doby v pachtu provozoval mlynář Hladowetz Franz; dvůr Krokvice/Krokwitz (110 hektarů) odprodal pozemkový úřad jako zbytkový statek zemědělci Zdenkovi Kopuletému, jenž na dvoře působil od roki 1922.

### Odsun německého obyvatelstva
Přibližně měsíc po osvobození započal směrem od Slavonic partyzánský expediční oddíl pod velením plukovníka jezdectva Vladimíra Hobzy s odsunem německého obyvatelstva, který do Písečného dorazil dne 7. června 1945. Během dvou hodin po vybubnování obecním slouhou bylo obyvatelstvo s říšskoněmeckým občanstvím za střelby nad jejich hlavami vyhnáno za hranice do Dolního Rakouska. Během odsunu byla zavražděna učitelka mateřské školy (NS-Volkswohlfahrt-Schwester) a její dítě. Dva němečtí obyvatelé spáchali sebevraždu. O dva dny později bylo českým četnictvem vysídleno v Písečném se zdržující evakuované obyvatelstvo z Vídně s rakouským občanstvím. Své vzpomínky na konec války v Písečném sepsal Hannes Androsch, rakouský vicekancléř Bruna Kreiskyho a ministr financí, který s rodinou pobýval v Písečném od roku 1944 na statku svého prastrýce (u babiččina bratra z otcovy strany). Na zámku se nacházel zajatecký tábor s německými válečnými zajatci, kteří byli až do zrušení tábora využíváni na statcích jako pracovní síla. Bezprostředně po odsunu se do obce stěhovalo české obyvatelstvo z okolních obcí.

## Přírodní poměry
Východně od vesnice protéká Moravská Dyje, jejíž údolí zde je až k hranicím s Rakouskem chráněno v přírodní památce Moravská Dyje.

## Obyvatelstvo
V polovině 19. století žilo na collaltovském fideikomisním panství Písečná-Slavětín:
- v Písečném na velkostatku a v 99 staveních 515 katolíků (296 mužů a 246 žen) a 35 staveních 169 židů (161 mužů a 108 žen),
- v Nových Sadech ve 28 domech a na faře 119 (59 mužů a 60 žen) obyvatel a
- ve Slavětíně ve 44 domech a jednom panském dvoře 262 (119 mužů a 143 žen) obyvatel, vesměs německy hovořících.[26] Podle sčítání lidu v roce 1910 žilo v Písečném 593 obyvatel, z toho 473 s německou obcovací řečí a 120 s českou obcovací řečí, v židovské obci 206 obyvatel, z toho 181 s německou obcovací řečí a 25 s českou obcovací řečí.[27]

O početné židovské menšině v Písečném svědčí pozůstatky tří židovských sídelních čtvrtí (severojižní jednostranně zastavěná ulice na levém břehu Dyje, náměstíčko východně od návsi a dvě řady domů západně od návsi). Synagoga z roku 1590, která stávala západně od návsi, byla v roce 1948 po nástupu vlády KSČ zbořena. Jižně od obce se nachází židovský hřbitov. Křesťanské obyvatelstvo se živilo převážně zemědělstvím a židovské obchodem. Židovský název obce v jidiš zní פיזלינג.
Po vzniku Československa došlo v obci k navýšení počtu česky hovořícího obyvatelstva, obzvláště dosazením zaměstnanců státní služby (pošta, četnická stanice, finanční stráž, státní lesy, atd.) či započtením zde pobývajícího vojska v době sčítání lidu. V roce 1920 byla zrušena Židovská obec a sloučena s obcí Křesťanskou. V roce 1921 žilo v samotném Písečném celkem 732 obyvatel, z toho se jich hlásilo 430 k německé národnosti, 271 k české národnosti, 2 k židovské a 31 k ostatním (většinou občané s rakouským občanstvím). V Nových Sadech tehdy žilo 171 obyvatel, z nichž se 107 hlásilo k německé národnosti, 43 k české národnosti a zbytek k ostatním národnostem. Za první republiky se obec považovala za městys, i když k oficiálnímu povýšení nedošlo.
| Rok            | 1869  | 1880  | 1890  | 1900  | 1910  | 1921  | 1930  | 1950  | 1961  | 1970 | 1980 | 1991 | 2001 | 2011 | 2021 |
| -------------- | ----- | ----- | ----- | ----- | ----- | ----- | ----- | ----- | ----- | ---- | ---- | ---- | ---- | ---- | ---- |
| Počet obyvatel | 1 865 | 1 860 | 1 887 | 1 873 | 1 859 | 1 830 | 1 646 | 1 134 | 1 066 | 892  | 682  | 592  | 558  | 533  | 449  |
| Počet domů     | 371   | 358   | 366   | 353   | 345   | 350   | 353   | 334   | 240   | 222  | 190  | 253  | 259  | 274  | 270  |

## Obecní správa

### Části obce
Obec Písečné se skládá ze sedmi částí na sedmi katastrálních územích.
- Chvaletín (i název k. ú.)
- Marketa (i název k. ú.)
- Modletice (i název k. ú.)
- Nové Sady (k. ú. Nové Sady u Písečného)
- Písečné (k. ú. Písečné u Slavonic)
- Slavětín (k. ú. Slavětín u Slavonic)
- Václavov (k. ú. Václavov u Chvaletína)

### Obecní symboly
Znak a vlajka byly obci uděleny rozhodnutím předsedy Poslanecké sněmovny Parlamentu České republiky dne 13. května 2003.

## Pamětihodnosti
- Kaple svaté Kateřiny na návsi
- Židovský hřbitov
- Židovský dům
- Obec Písečné je uvedena na Komenského mapě Moravy z roku 1627
- Zámek Písečné sestává z pozdně gotické čtyřkřídlé budovy se středním dvorem. K budově zámku je na severu přistavěn lihovar. Západně od zámku stojí velká dvoupatrová sýpka z 18. století. Od roku 2016 se zámek (čp. 1) nachází v majetku zemědělské společnosti RHEA HOLDING Dešná, jehož vlastníkem je Josef Kolář.[35][36][37]

## Osobnosti
- Gaudenz Andreas Dunkler (1746–1829), probošt v Klášteře Klosterneuburg[38]
- Jaromír Bartoš (1927–1972), filozof

## Galerie

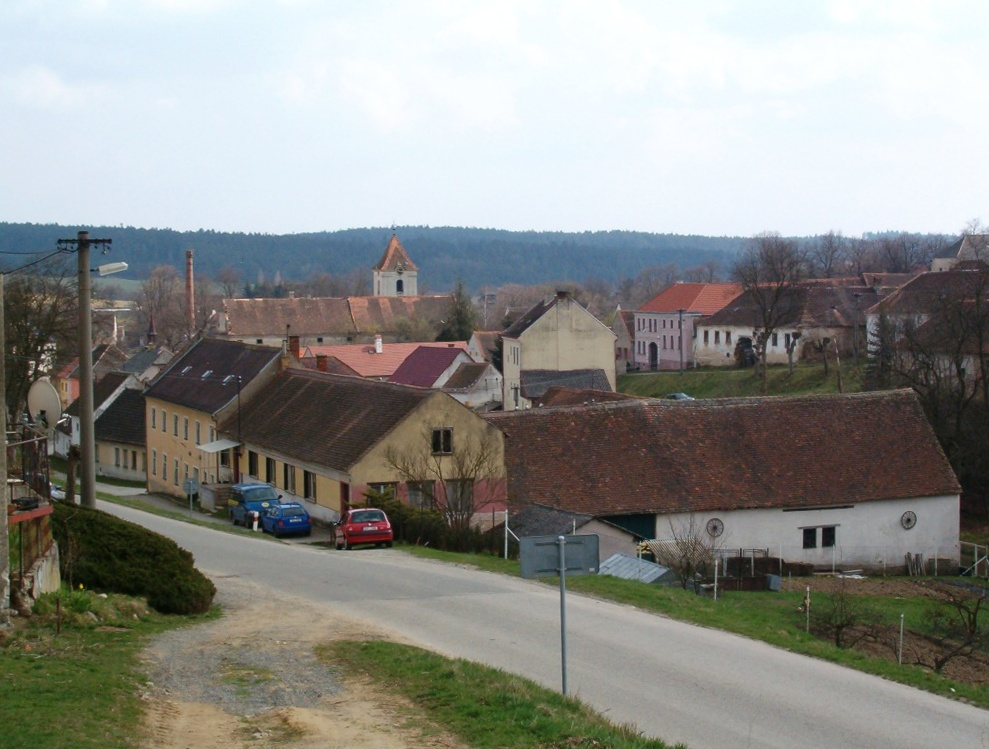
Pohled na obec z cesty od Slavonic
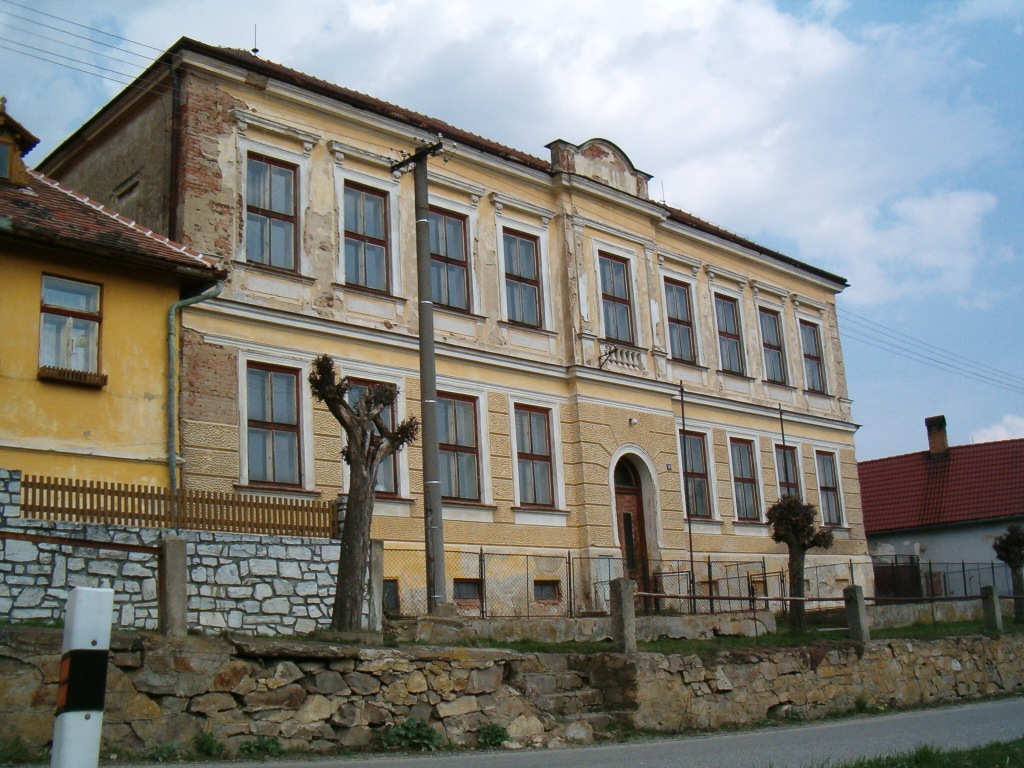
Budova bývalé školy
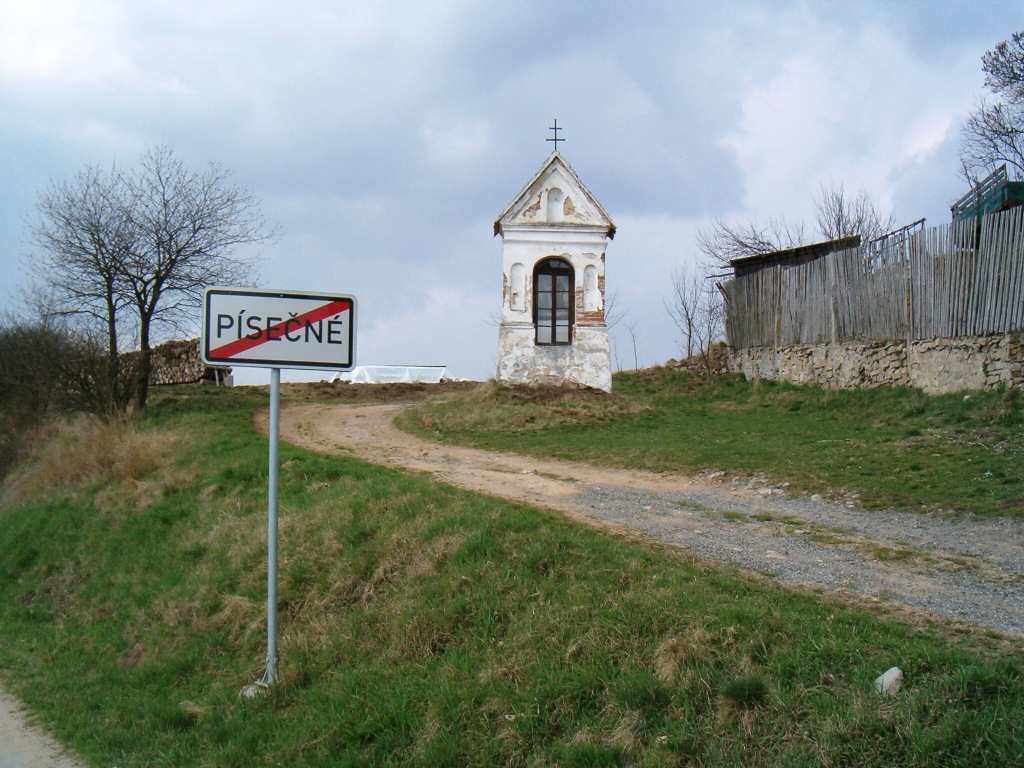
Kaplička při cestě do Slavonic
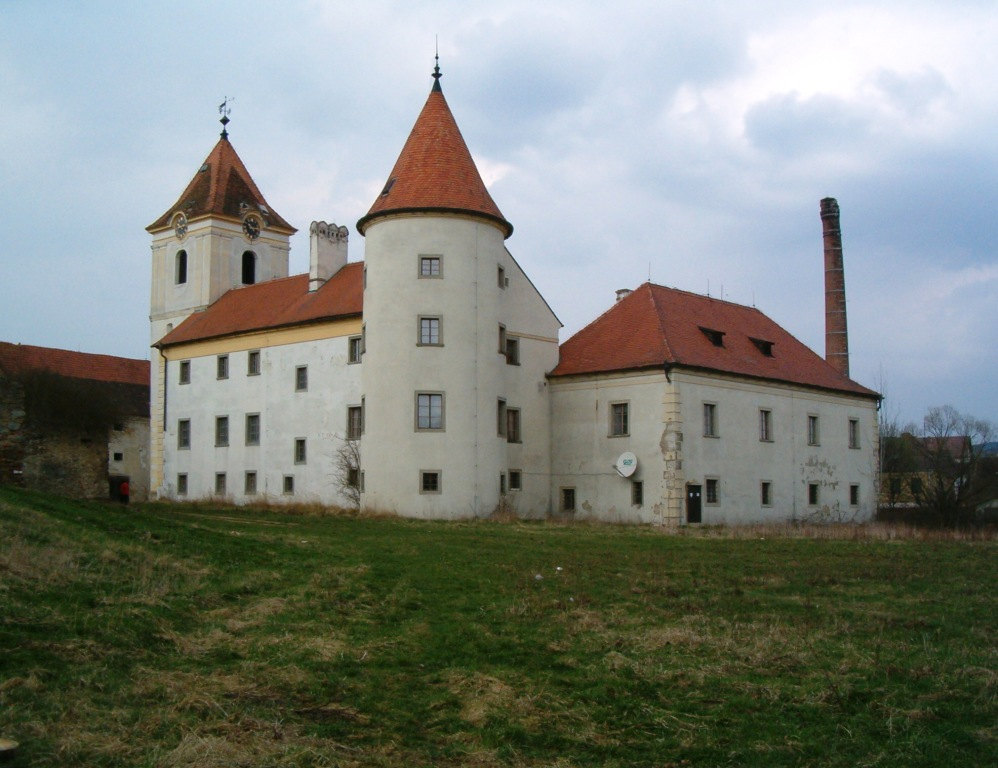
Pohled na zámek od jihu
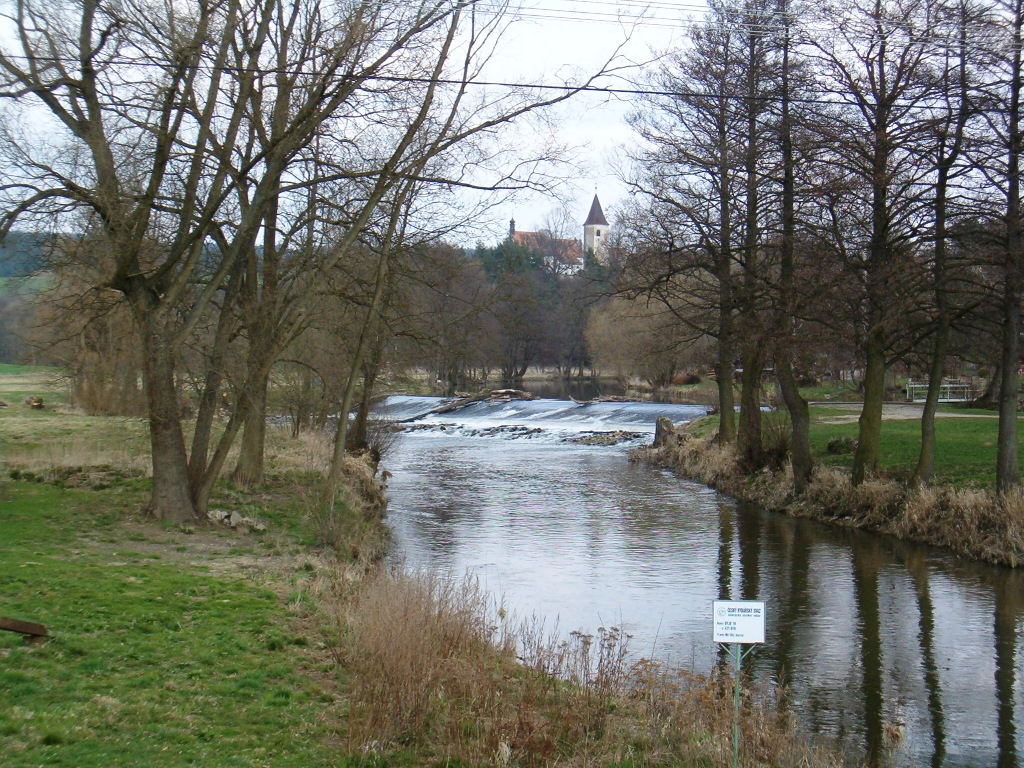
Splav na Moravské Dyji - v pozadí Kostel v Nových Sadech
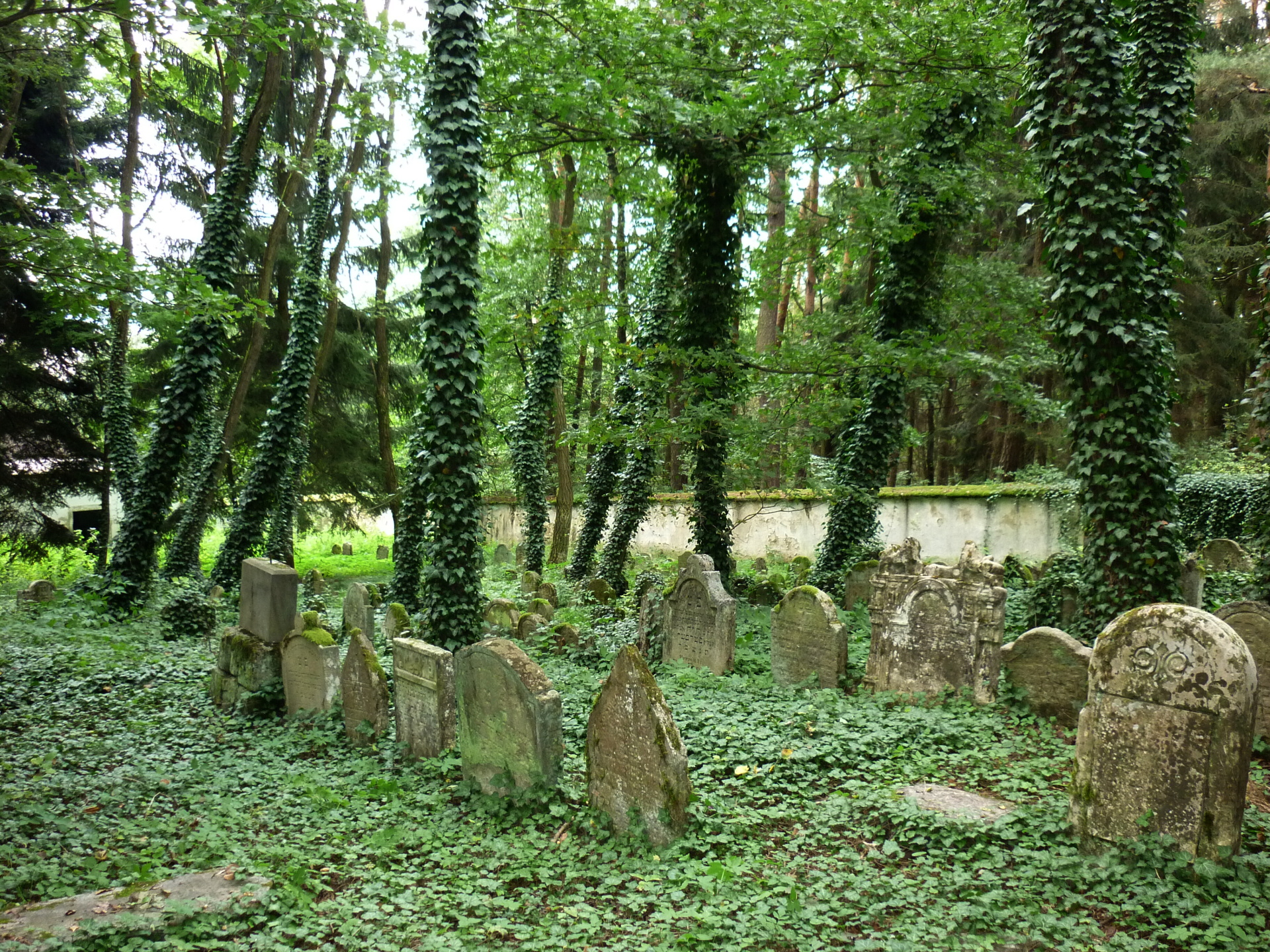
Židovský hřbitov